# Tuerta hemicycla
Tuerta hemicycla är en fjärilsart som beskrevs av George Francis Hampson 1904. Tuerta hemicycla ingår i släktet Tuerta och familjen nattflyn. Inga underarter finns listade i Catalogue of Life.